# جون باريت (سياسي أسترالي)
جون باريت (بالإنجليزية: John Barrett)‏ هو سياسي أسترالي، ولد في 25 ديسمبر 1858 في أستراليا، وتوفي في 19 مايو 1928 في ملبورن في أستراليا. حزبياً، نشط في حزب العمال الأسترالي. وقد انتخب عضو مجلس الشيوخ الأسترالي ‏ عن دائرة فيكتوريا (29 مارس 1901 – 31 ديسمبر 1903) وانتخب عضو الجمعية التشريعية فيكتوريا عن دائرة Electoral district of Carlton South ‏ (1 مايو 1895 – 1 سبتمبر 1897).